# LM3916
LM3916 se refiere a un circuito integrado diseñado para visualizar el valor de una señal eléctrica comparada con un valor de referencia.
Este circuito fue diseñado por National Semiconductor y en su configuración básica muestra una escala de 10 valores, ampliables mediante un acoplamiento con otro integrado.

## Características
Este integrado tiene una representación de las señales logarítmica, con una precisión de al menos 0,2 dB. Este integrado puede operar con un voltaje desde 3V, hasta 35V, puede utilizar además de displays LED, VFD, permite regular la corriente de salida desde 1ma a 30ma, por lo que no son necesarias resistencias para los displays y las salidas pueden dar señales tanto TTL como CMOS.
Su funcionamiento interno se basa en amplificadores operacionales conectados en serie con resistencias intercaladas.